# Фейенорд (стадион)
„Фейенорд“, по-познат с прозвището си Дъ Куип („Ваната“), е футболен стадион в гр. Ротердам, Нидерландия.
Открит е на 23 юли 1937 г. Името му произлиза от местността „Фейенорд“ в Ротердам и от едноименния клуб „Фейенорд“.
Съоръжението разполага с капацитет от 51 117 места. Това е официалният стадион на футболен клуб „Фейенорд“, който е сред водещите отбори в Нидерландия.
На него са изиграни 150 мача на Националния отбор по футбол на Нидерландия. Първият от тях е на 2 май 1937 г. срещу Националния отбор по футбол на Белгия. Стадионът е приел и рекордните 10 финала на европейски клубни турнири. Последният от тях е за Купата на УЕФА през 2002 г., в който „Фейенорд“ на собствения си стадион побеждава „Борусия“ (Дортмунд) с 3 – 2.
През 2000 г. стадион „Фейенорд“ приема финала на Евро 2000, където Националния отбор по футбол на Франция побеждава Националния отбор по футбол на Италия с 2 – 1 след продължения.

## Галерия
- Стадионът отвън
- „Дъ Койп“ от птичи поглед
- Стадионът отвътре

|  | Тази страница частично или изцяло представлява превод на страницата De Kuip в Уикипедия на английски. Оригиналният текст, както и този превод, са защитени от Лиценза „Криейтив Комънс – Признание – Споделяне на споделеното“, а за съдържание, създадено преди юни 2009 година – от Лиценза за свободна документация на ГНУ. Прегледайте историята на редакциите на оригиналната страница, както и на преводната страница, за да видите списъка на съавторите. ВАЖНО: Този шаблон се отнася единствено до авторските права върху съдържанието на статията. Добавянето му не отменя изискването да се посочват конкретни източници на твърденията, които да бъдат благонадеждни. |